# Lo que aletea en nuestras cabezas
Lo que aletea en nuestras cabezas es el primer álbum de estudio en solitario de Robe que fue publicado el 9 de junio de 2015.

## Diseño
Roberto Iniesta, líder de la banda Extremoduro, reveló durante la rueda de prensa de la gira Para todos los públicos que había grabado un álbum que se lanzaría como trabajo independiente de la banda.
En mayo de 2015 apareció un enigmático vídeo que desataron los rumores sobre el que sería probablemente su primer trabajo en solitario. Finalmente, el 19 de mayo se anunció el título y la salida del álbum, además de publicarse el primer sencillo del trabajo titulado «...Y rozar contigo».

Este disco se construyó en Plasencia en el verano de 2013.
Las canciones llegaron desnudas al local de ensayo y, allí, las vestimos entre los seis.
Como no teníamos ni idea de cómo queríamos que fuera el resultado final, buscamos los arreglos con la libertad que da la ignorancia. Y como, además, el resultado final nos importaba un carajo (porque en realidad lo que pretendíamos era divertirnos), dimos con ellos como sin querer, como si no quisiéramos. Como si solo concediéramos.
Al acabar el verano entramos al estudio a seguir experimentando, con la ayuda de Batiz y de Iñigo, en busca de... seguimos sin saber qué.
Aquí tenéis el resultado de nuestro trabajo.
Poco después se publicó el vídeo musical de la misma canción.
En él, todos los músicos que participan son de origen extremeño.

## Personal
- Robe: Canciones, voz y guitarra.
- Carlitos Pérez: Violín, bajo en «Por ser un pervertido», y voces.
- David Lerman: Bajo, saxo, clarinete y voces.
- Alber Fuentes: Batería y voces.
- Lorenzo González: Voces.
- Álvaro Rodríguez Barroso: Piano, teclados y acordeón.

## Lista de canciones
| N.º | Título                  | Duración |  |
| 1.  | «Un suspiro acompasado» | 9:10     |  |
| 2.  | «...Y rozar contigo»    | 3:23     |  |
| 3.  | «Nana cruel»            | 6:44     |  |
| 4.  | «De manera urgente»     | 3:47     |  |
| 5.  | «Por ser un pervertido» | 5:43     |  |
| 6.  | «Ruptura leve»          | 1:31     |  |
| 7.  | «Guerrero»              | 6:19     |  |
| 8.  | «Contra todos»          | 7:07     |  |

## Recepción
Cuando salió se colocó como el álbum más vendido en España.
El álbum ha recibido generalmente críticas positivas donde se alabó la reinvención de su estilo musical. Fue catalogado como el mejor lanzamiento nacional de 2015 por El Quinto Beatle.